# Quarto (joc)

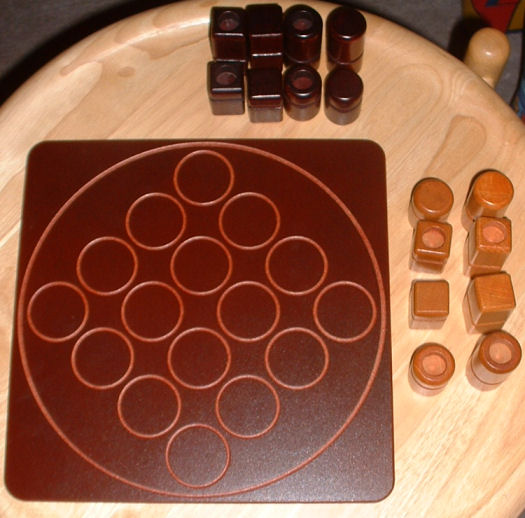
Quarto la începutul jocului

Quarto este un joc pe tablă pentru doi jucători inventat de către matematicianul elvețian Blaise Müller în 1991.
Acesta e jucat pe o tablă 4×4 cu 16 piese unice, fiecare dintre ele fiind:
- mari sau mici;
- roșu sau galben (sau o altă pereche de culori închise și deschise);
- pătrată sau circulară;
- plin sau găurit.